# Hosszúlevelű harmatfű
A hosszúlevelű harmatfű (Drosera anglica) a harmatfű (Drosera) növénynemzetségbe tartozó faj, melynek Erdélyben gyakori neve keskenylevelű harmatfű.
Úgy vélik, hogy a faj a kereklevelű harmatfű (Drosera rotundifolia) és a Drosera linearis egy amfidiploid hibridjéből keletkezett: e két faj egy steril hibridjének kromoszóma-szerelvénye megkettőződött, s így egy szaporodni képes, termékeny amfidiploid hibrid jött létre, amely aztán a hosszúlevelű harmatfű (Drosera anglica) fajban stabilizálódott.

## Előfordulás
Az egyik legelterjedtebb harmatfű-faj a világon. Általában cirkumboreális növényfaj, azaz az északi sarkvidék környéki területein gyakori. Van azonban néhány előfordulási területe ettől délebbre is: Japánban, Dél-Európában, a Hawaii-szigetek Kauai szigetén és Kaliforniában is megtalálható. A tengerszint feletti magasságot tekintve 5 és 2000 m között fordul elő.
Az 1950-es években még előfordult Magyarországon a lesenceistvándi Láz-hegyen, illetve a Hanságban, a Vindornyai- és a Tapolcai-medencében. Erdélyben és a Felvidéken még napjainkban is előfordul.

## Morfológia
Évelő növény, szálas vagy lapát alakú levelei tőlevélrózsát alkotnak. A 15–35 mm hosszú levéllemezeket náluk hosszabb levélnyelek tartják félig felegyenesedett állapotban, így a levelek teljes hosszúsága 30–95 mm. A levelek, ahogyan a többi harmatfű-faj esetében is, rovarok elfogására módosultak: levéllemezeit, sűrűn álló mirigyszőrök (tentákulumok) borítják. Ezek a tentákulumok olyan növényi szőrök, melyek a végükön ragadós váladékot termelő mirigyet tartalmaznak, s amelyek a rovarok elejtésében játszanak szerepet.
A zöld színű növény élénk fényben vöröses színeződésű, melyet vörös színű festékanyag (antocián) okoz.
Gyökérzete csupán néhány cm-re hatol a talajba: leginkább rögzítő és vízfelszívó szerepe van.
Nyáron hajtja 6–18 cm hosszú virágkocsányait, melyeken néhány fehér virág nyílik. Más harmatfű-fajokhoz hasonlóan virága 5 csészelevelet, 5 sziromlevelet és 5 porzólevelet tartalmaz. Sziromlevelei 8–12 mm hosszúak. Az illat és nektár nélküli virágok önmegporzással (autogámia) termékenyülnek meg. A fekete, tojás alakú magok 1–1,5 mm-esek, toktermésben foglalnak helyet.
A Kauai szigeten élő populáció egyedeinek helyi neve mikinalo, s abban térnek el más populációk egyedeitől, hogy kisebbek, s az életükben nincs áttelelési időszak.

## Élőhely
A hosszúlevelű harmatfű olyan nyílt, erdősítetlen területeken fordul elő, melyek talaja nedves és gyakran meszes, kalciumban gazdag: pl. különféle lápokban, mocsaras területeken, kavicsos vízpartokon. A harmatfű-fajok között viszonylag ritka az ilyen mértékű kalcium-tolerancia. A hosszúlevelű harmatfű gyakran társul tőzegmohákkal, és sokszor nő olyan talajon, amely csak élő, elhalt vagy elrothadt tőzegmohából áll. A tőzegmoha kanócként vezeti el a nedvességet a talajból a felszínre, s ezzel együtt savassá is teszi a talajt. Ami tápanyag nem szivárog el a talajból a nedvességgel együtt, azt gyakran vagy a tőzegmohák használják fel, vagy a talaj alacsony pH-ja miatt felvehetetlen más növények számára. Mivel a tápanyagfelvétel ennyire nehéz, ezért a kompetíció sok más növény részéről elmarad, s ez teszi sikeressé ebben a környezetben a hosszúlevelű harmatfüvet.

## Életmód
Minden populációban – a Kauai szigetén élők kivételével – a tenyészidőszak végén telelőrügyeket (hibernákulumokat) hajt, melyek allevélszerű takarólevelekkel borított csúcsrügyek; ezekkel vészeli át a számára kedvezőtlen téli időszakot, s amelyeket aztán tavasszal kibont.
Ahogyan minden harmatfű-faj, a hosszúlevelű harmatfű is tentákulumait használja ízeltlábúak magához csalogatására, elfogására és megemésztésére. Habár zsákmányának nagy része kis rovarokból (pl. légyalkatúak) áll, méretesebb, nagy szárnyú rovarokat is képes foglyul ejteni: kisebb pillangókat, kis szitakötőket (Zygoptera), sőt még nagy szitakötőket (Anisoptera) is. A rovarokat a tentákulum mirigyei által kiválasztott cukros váladékcseppek csalogatják a növényhez, amik csapdaként funkcionálnak, mivel az áldozatok a növényre szállva beleragadnak a nyálkacseppekbe. A zsákmány testével való érintkezésre a növény tentákulumai tigmotropikus mozgásba kezdenek: az áldozat teste, illetve a levél középpontja felé hajlanak meg, s így a legnagyobb felületen tud érintkezni a növény a zsákmányával. A tentákulumok mirigyei ekkor további nyálkát választanak ki az áldozatra, mely vagy a kimerültségtől pusztul el, vagy megfullad, mert tracheáit eltömi a nyálka. A növény továbbá képes levéllemezével körbetekerni a zsákmányt, ezzel is segítve az emésztési folyamatot. A tentákulumok mozgása percek alatt lezajlik, míg a levél betekeredése órákat, napokat vesz igénybe. Mihelyt a zsákmányt megemésztette és tápanyagait felszívta, a növény kitekeri levelét, melyen csupán a rovar külső váza marad vissza.

## Fordítás
Ez a szócikk részben vagy egészben  a   Drosera anglica című angol Wikipédia-szócikk ezen változatának fordításán alapul.  Az eredeti cikk szerkesztőit annak laptörténete sorolja fel. Ez a jelzés csupán a megfogalmazás eredetét és a szerzői jogokat jelzi, nem szolgál a cikkben szereplő információk forrásmegjelöléseként.